# La Pellerine (Mayenne)
La Pellerine ist eine französische Gemeinde mit 296 Einwohnern (Stand: 1. Januar 2022) im Département Mayenne in der Region Pays de la Loire; sie gehört zum Arrondissement Mayenne und zum Kanton Ernée.

## Geographie
La Pellerine liegt etwa 32 Kilometer nordwestlich von Laval. An der nordöstlichen Gemeindegrenze verläuft das Flüsschen Rollon. Umgeben wird La Pellerine von den Nachbargemeinden Larchamp im Norden, Saint-Pierre-des-Landes im Süden und Osten, Luitré-Dompierre mit Luitré im Südwesten sowie La Chapelle-Fleurigné im Westen und Nordwesten.

## Bevölkerungsentwicklung
| Jahr                       | 1962 | 1968 | 1975 | 1982 | 1990 | 1999 | 2006 | 2019 |
| Einwohner                  | 303  | 288  | 296  | 327  | 321  | 291  | 314  | 305  |
| Quellen: Cassini und INSEE |      |      |      |      |      |      |      |      |

## Sehenswürdigkeiten

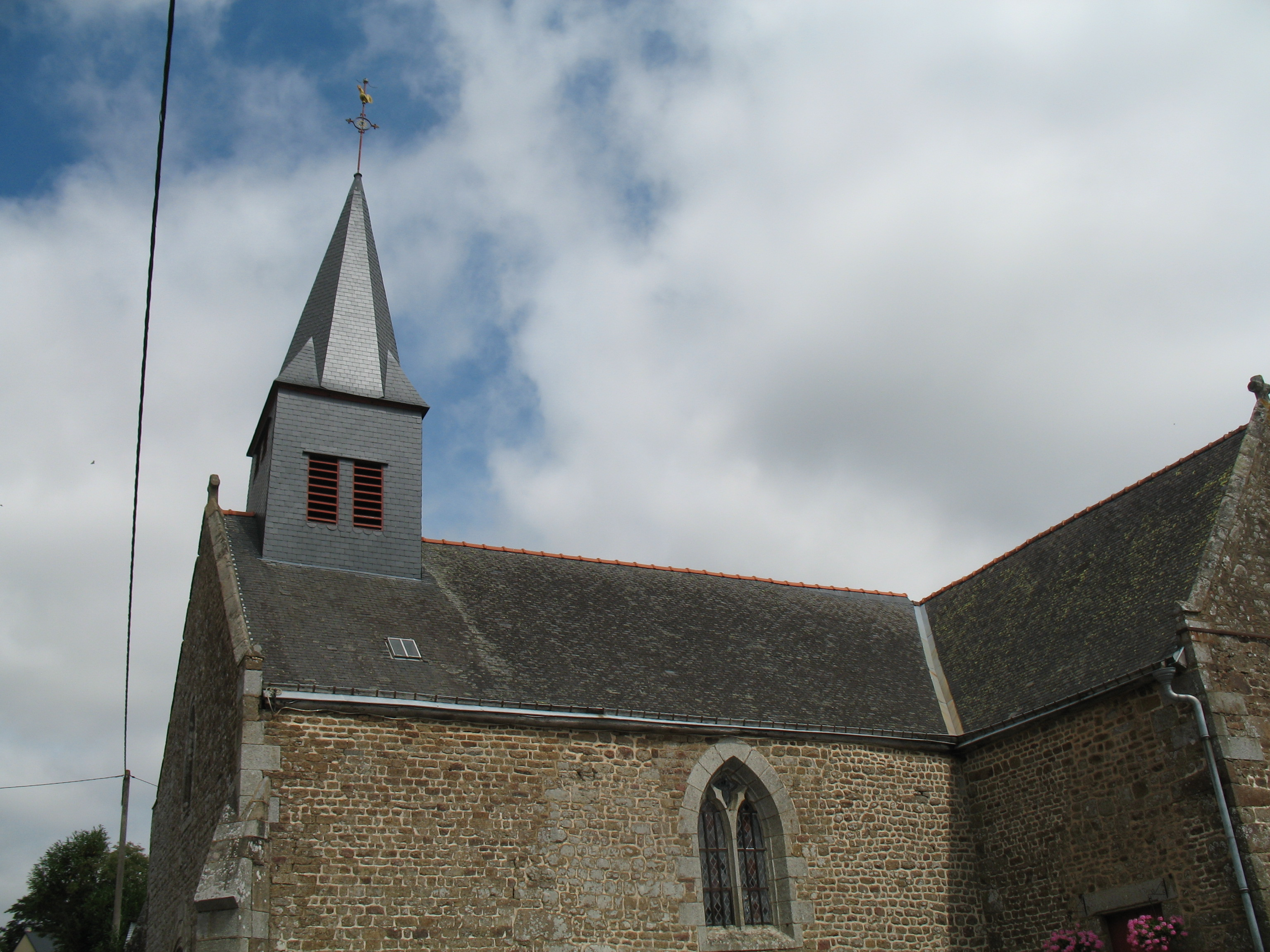
Kirche Saint-Quentin

- Kirche Saint-Quentin

## Persönlichkeiten
- Louis de Salgues de Lescure (1766–1793), General der katholischen und königlichen Armee der Vendée